# الویریا
الویریا (به اسپانیایی: Elviria) یک منطقهٔ مسکونی در اسپانیا است که در مالاگا واقع شده‌است.